# Saint-Paul-aux-Bois
Saint-Paul-aux-Bois ist eine französische Gemeinde mit 360 Einwohnern (Stand: 1. Januar 2022) im Département Aisne in der Region Hauts-de-France (bis 2015: Picardie); sie gehört zum Arrondissement Laon und zum Kanton Vic-sur-Aisne.

## Geografie
Die Gemeinde Saint-Paul-aux-Bois liegt etwa 27 Kilometer nordöstlich von Compiègne am Oise-Aisne-Kanal, der hier parallel zur Ailette verläuft. Nachbargemeinden von Saint-Paul-aux-Bois sind  Bichancourt im Norden, Pierremande und Champs im Nordosten, Trosly-Loire im Osten und Südosten, Saint-AubinBlérancourt im Südwesten, Besmé im Westen sowie Manicamp im Nordwesten.

## Bevölkerungsentwicklung
| Jahr                       | 1962 | 1968 | 1975 | 1982 | 1990 | 1999 | 2006 | 2014 | 2022 |
| Einwohner                  | 369  | 347  | 323  | 323  | 385  | 364  | 390  | 394  | 360  |
| Quellen: Cassini und INSEE |      |      |      |      |      |      |      |      |      |

## Sehenswürdigkeiten

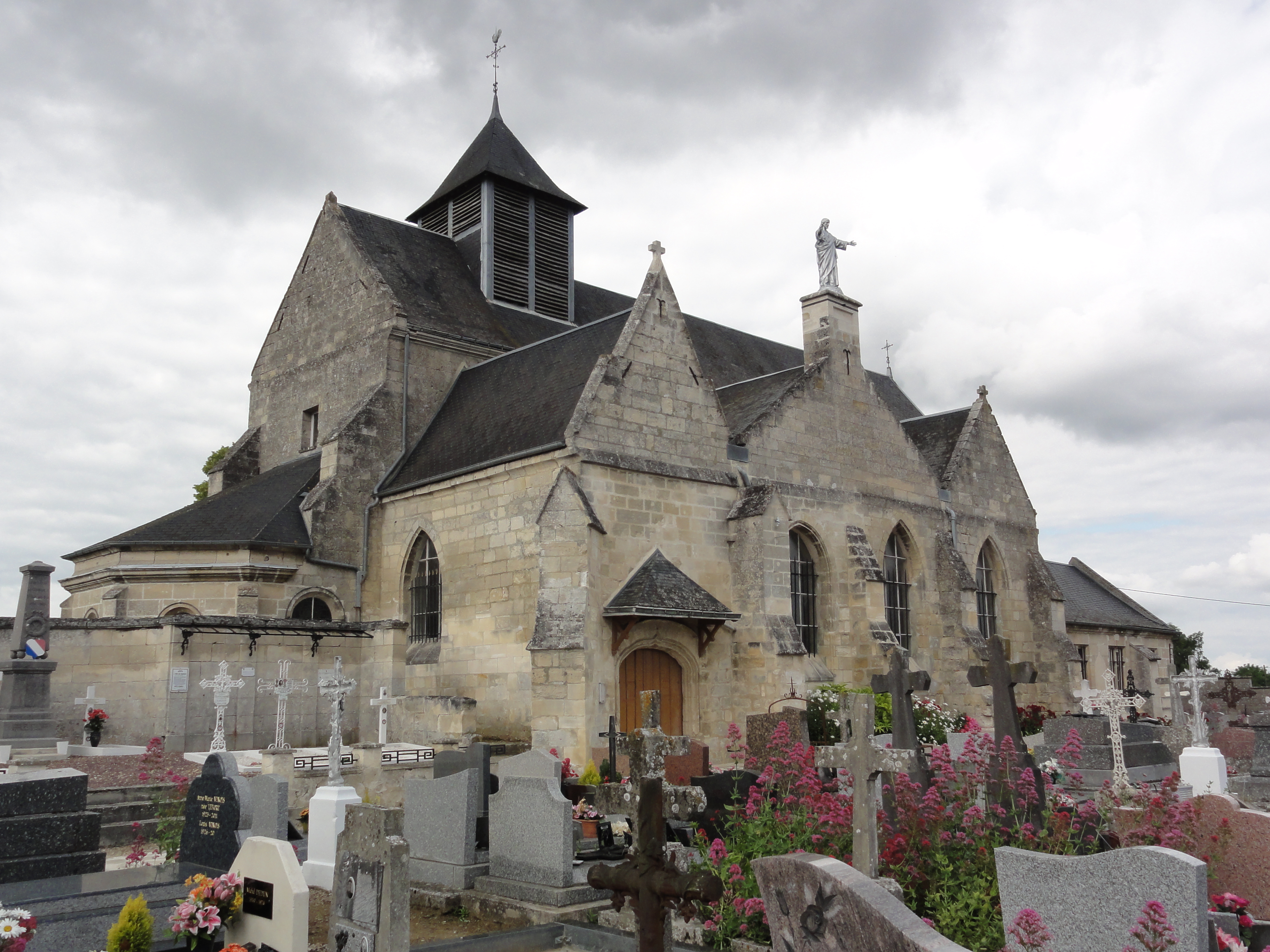
Kirche Saint-Laurent
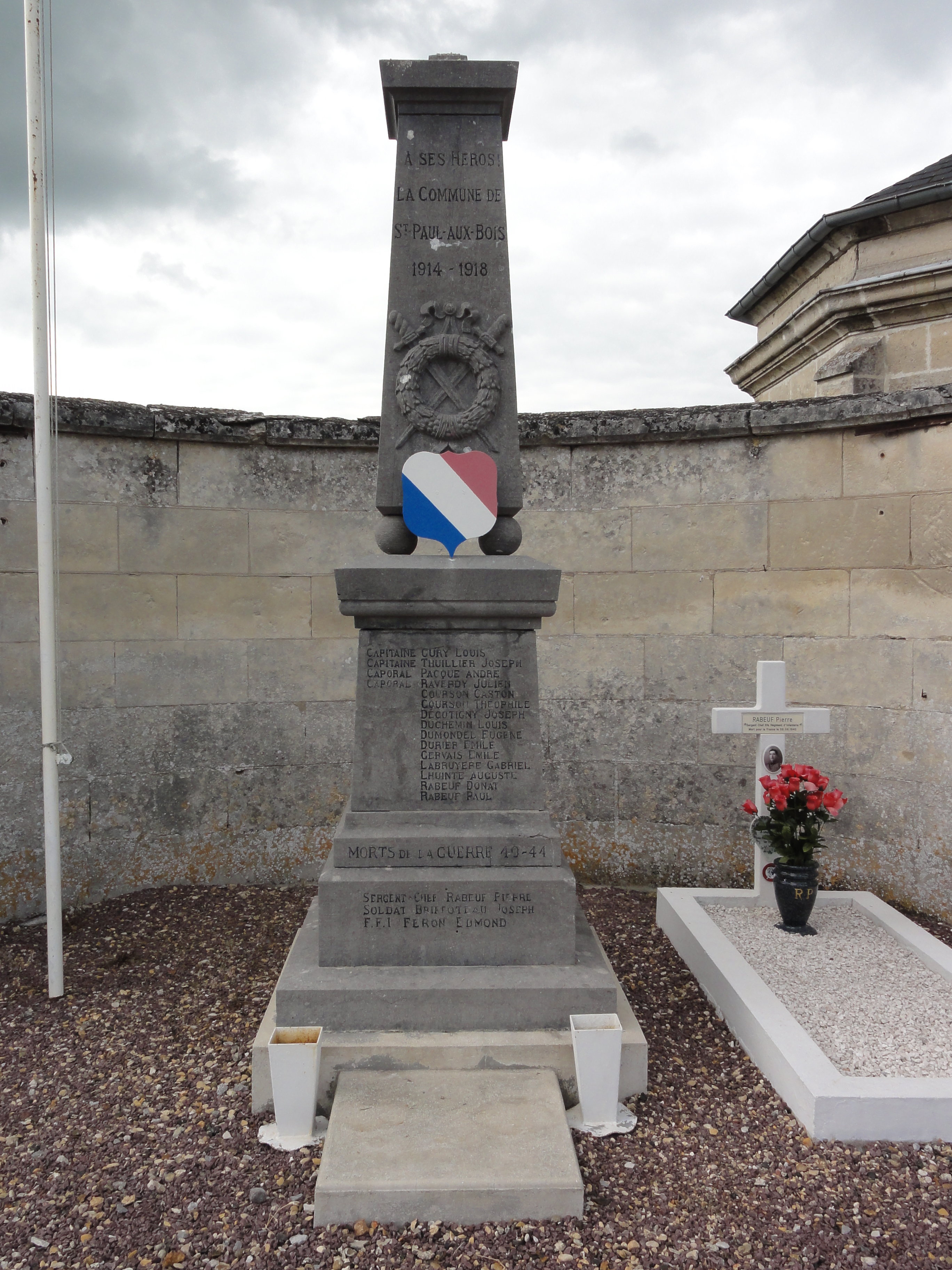
Gefallenendenkmal

- Kirche Saint-Laurent
- Gefallenendenkmal